# Demonstrationssportart
Als Demonstrationssportart wird eine Sportart bezeichnet, die bei einer Multisportveranstaltung nur vorübergehend in das Programm aufgenommen wird, um die Resonanz beim Publikum zu testen. Bekannte Veranstaltungen mit Demonstrationssportarten sind Olympische Spiele (hier wurden sie 1989 abgeschafft und seit 1992 nicht mehr ausgetragen), Special Olympics World Games und die World Games (hier als Einladungssportarten bezeichnet). 
Für die Special Olympics World Summer Games 2023 in Berlin wurde Hockey (Special Olympics) als Demonstrationssportart ausgewählt. Im Dezember 2020 hatte sich auch Rudern (Special Olympics) als Demonstrationssportart gegen andere Bewerber durchgesetzt, wurde jedoch später aus dem Programm genommen.